# Simon Zenke
Simon Zenke (Kaduna, Nigeria, 24 de diciembre de 1988) es un futbolista nigeriano. Juega de delantero y su actual equipo es el FC Dinamo de Bucarest de la Liga I de Rumania.

## Clubes
| Club                   | País    | Año       |
| ---------------------- | ------- | --------- |
| RC Strasburgo          | Francia | 2007-2010 |
| Samsunspor             | Turquía | 2010-2012 |
| AS Nancy               | Francia | 2012-2013 |
| Estambul Başakşehir FK | Turquía | 2013-2014 |
| Şanlıurfaspor          | Turquía | 2014-2015 |
| Kardemir Karabükspor   | Turquía | 2015-2016 |
| AFC Tubize             | Bélgica | 2016-2018 |
| FC Dinamo de Bucarest  | Rumania | 2018-     |